# Cymru Alliance
De Cymru Alliance League was een voetbalcompetitie in Noord- en Midden-Wales die het tweede niveau vormde van het Welsh voetbalsysteem. Vanaf het seizoen 2019/20 werd het vervangen door de Cymru North.
Als de kampioen van de Cymru Alliance goede faciliteiten heeft, levert dat promotie op naar de League of Wales en neemt het de plaats in van een van de twee laagste teams uit die competitie (de andere plaats wordt opgevuld door een ploeg uit de Welsh Football League Division One. Als de kampioen van de Alliance blijkt te beschikken over te slechte faciliteiten, wordt promotie tegengehouden. In dat geval zal de nummer twee van de competitie promoveren.

## Kampioenen
| Seizoen   | Winnaar                |
| --------- | ---------------------- |
| 1990-91   | Flint Town United      |
| 1991-92   | Caersws                |
| 1992-93   | Llansantffraid         |
| 1993-94   | Rhyl                   |
| 1994-95   | Cemaes Bay             |
| 1995-96   | Oswestry Town          |
| 1996-97   | Rhayader Town          |
| 1997-98   | Oswestry Town          |
| 1998-99   | Cefn Druids            |
| 1999-2000 | Oswestry Town          |
| 2000-01   | Caernarfon Town        |
| 2001-02   | Welshpool Town         |
| 2002-03   | Porthmadog             |
| 2003-04   | Airbus UK              |
| 2004-05   | Buckley Town           |
| 2005-06   | Glantraeth             |
| 2006-07   | Llangefni Town         |
| 2007-08   | Prestatyn Town         |
| 2008-09   | Bala Town              |
| 2009-10   | Llangefni Town         |
| 2010-11   | Gap Connah's Quay      |
| 2011-12   | Gap Connah's Quay      |
| 2012-13   | Rhyl                   |
| 2013-14   | Cefn Druids            |
| 2014-15   | Llandudno              |
| 2015-16   | Caernarfon Town        |
| 2016-17   | Prestatyn Town         |
| 2017-18   | Caernarfon Town        |
| 2018-19   | Airbus UK Broughton FC |